# Matthias Botthof
Matthias Botthof (* 3. Juli 1972 in Homberg (Efze))
ist ein deutscher Bodybuilder und Kampfsportler.

## Leben
Schon in jungen Jahren begeistert sich Botthof für Kampfsport. Die Kampfsport- und späteren Wettkampfsport-Aktivitäten verfolgte er bis in seine 30er Lebensjahre. Danach wechselt Botthof zum Bodybuilding, wo er auch bei Wettkämpfen aktiv war. Sein größter Erfolg ist laut eigener Aussage 2011 der 1. Platz bei der Arnold Classic. Botthof hatte bei einer Körpergröße von 187 cm ein Wettkampfgewicht von 124 kg.
Botthofs ursprünglicher Beruf war Polizeibeamter. Seit 1996 betreibt er eine Sportschule in seiner Heimatstadt Gudensberg. Er veröffentlicht regelmäßig YouTube-Videos und ist zudem als Coach, Moderator und auf Seminaren aktiv.
Botthof ist verheiratet und hat eine Tochter.

## Sportliche Erfolge
(Quellen:)
Bodybuilding:
- 2004 1. Platz Newcomer Männer IV – Gesamtsieger Newcomer Meisterschaft
- 2004 3. Platz Heavy Weight Cup
- 2004 2. Platz Hessen-Rheinland-Pfalz Meisterschaft
- 2004 6. Platz Deutsche Meisterschaft
- 2005 1. Platz Int. Donau Cup 2005 und Gesamtsieger
- 2005 1. Platz Int. Rhein-Neckar-Pokal 2005 und Gesamtsieger
- 2005 1. Platz Großer Preis von Hessen und Rheinland-Pfalz und Gesamtsieger, Best Posing Pokal
- 2005 1. Platz Int. Süddeutsche Meisterschaft
- 2005 3. Platz Int. Deutsche Meisterschaft
- 2007 3. Platz IFBB World Amateur Championships – Super-HeavyWeight
- 2009 1. Platz Int. Deutsche Meisterschaften – Gesamtsieger
- 2009 2. Platz – Body Extreme Invitational
- 2011 1. Platz Arnold Classic Amateur
- 2012 11. Platz IFBB FIBO Power
- 2013 14. Platz IFBB PBW Championships
- 2013 14. Platz IFBB Europa SuperShow Dallas
- 2013 10. Platz IFBB Nordic Pro Championships

Kickboxen/Taekwondo:
- 1988 1. Platz Deutsche Meisterschaft
- 1989 1. Platz Deutsche Meisterschaft
- 1989 3. Platz German Open
- 1989 3. Platz Belgian Open
- 1990 1. Platz German Open
- 1991 2. Platz Dutch Open
- US Open Winner Amateur Kickboxen